# Teatro Colonial de Avellaneda
.
Cine Teatro Colonial o actualmente Teatro Colonial posee una apariencia distinguida. Fue declarado en 1992 de valor arquitectónico y referencial por la municipalidad, a través de la ordenanza 8998, al igual que el Hospital Fiorito y el frigorífico La Negra, donde posteriormente se construyó el Shopping Sur y hoy en día funciona Carrefour.
El Teatro Colonial cuenta con una sala para 1700 personas y equipos de sonido e iluminación de última generación. 

## Edificio
La fachada de su edificio es de estilo colonial puro y tiene interior con estilizaciones moriscas, y pasillos revestidos con azulejos sevillanos; donde sobresalen los refinados trabajos de herrería. 
El interior de su sala contaba con una capacidad para 2500 personas, entre platea baja y platea alta en declive. La platea baja constituida por 25 filas y la alta por 12, teniendo esta en su parte delantera 17 palcos. Los cortinados y decoraciones habían sido confeccionados en París.
Su techo estaba coronado con dos techos corredizos, adornados por plafoniers. La parte superior del escenario, contaba con 12 camarines con cuartos de baños independientes y calefaccionados a vapor.

## Historia
El Cine-Teatro Colonial se inauguró el 6 de mayo de 1927, con una función a beneficio de la Sociedad Popular de Educación con las películas “La Castellana del Líbano” y “Pájaro Negro”.
El Propietario fue Manuel Sinde, presidente del Centro Gallego y dueño del bazar “República” de Mitre 505. En su comienzo lo iba denominar “Cine-Teatro España”, pero luego quedó como hoy lo conocemos, cine Teatro Colonial. Fue su constructor de Ing. Italo Depetris

### Artistas
En los primeros meses también se presentaron el Fakir Blacaman (ilusionista de alta escuela) y los guitarristas Conrado- Triay y el dúo cómico “futurista”. En 1927 funcionaba en la zona el Cine Roca (1919), administrado por Manuel Mosquera, y los Teatros del Centro Gallego y Roma (1904).
En 1928 pasa gran parte del año con las puertas cerradas y cuando las abrió no consiguió atraer gran público. Los años siguientes varias compañías teatrales presentaron espectáculos pero ninguna de ellas conseguía atraer la cantidad de público necesario.
Pareció por un momento que la compañía de Juan Dardés iba a “levantar” y aunque debutó con un éxito extraordinario, duró aproximadamente un mes en cartel.

### Década 30 al 60
Por los años 30 comenzó a tomar importancia debido a las esporádicas presentaciones de Carlos Gardel que lograban que la sala se colmara de gente. Los ingresos del teatro aumentaron y así la calidad de Artistas que pisaban las tablas del colonial. 
En estos años se presentaron Agustín Magaldi, Azucena Maizani, y Juan Carlos Chiape.
En la pantalla cinematográfica se proyectó el mejor cine mudo y vivenció la llegada del cine sonoro. 

### Década 70 y 80
El cine poco a poco fue dejando de convocar a la gente de Avellaneda (Buenos Aires) y cada vez menos artistas de renombre se acercaban a exhibir sus espectáculos. En la década del 80 el Cine Teatro Colonial entró en una etapa de gran decadencia. Se comenzaron a proyectar películas de contenido pornográfico. En estos años terminó cerrando sus puertas por un largo período.   

### Los 90 y el Nuevo Milenio
Con la muerte de Luca Prodan, de Batato Barea, el cierre de antros emblemáticos como el Parakultural y la trascendencia que tomaron algunos actores característicos de la cultura underground como  Alfredo Casero, Carlos Belloso, Diego Capusotto, Mex Urtizberea, Marcelo Mazzarello, Mariana Briski, Valeria Bertuccelli, Humberto Tortonese entre otros en los medios masivos de comunicación. En   Argentina se gesta un nuevo movimiento de pensadores y artistas con características similares del underground pero sin el estigma de lo subterráneo debido al uso de tecnologías como internet. Este movimiento neo-paracultural emparentado con el hip-hop utiliza estaciones de tren, galpones, teatros, bibliotecas y todo recinto abandonado como bunker para debatir ideas, y crear y exponer como alternativa a la plataforma digital. 
En Buenos Aires lugares el Centro Cultural Manuel Suárez, El Teatro Colonial, La Casa de la Juventud de Avellaneda como antiguas casas abandonadas de o uno de los galpones y oficinas de la estación ferroviaria de Chacarita (Buenos Aires) funcionaron como sedes de este nuevo grupo artístico-intelectual donde se destacan agrupaciones como KermaraK, FM La Tribu, Antro Mágico, Enteatrados, Juegos Dramáticos y Manifestaciones Corporales.

### El Teatro Colonial en el Nuevo Milenio
El Teatro Colonial que venía de casi una década de mantener sus puertas cerradas y con un estado de abandono estrepitoso es tomado por el grupo de Teatro Juegos Dramáticos y Enteatrados a cargo del productor y escritor Andy C. Williams que respondía a La Casa de La Juventud, la cual funcionaba a dos cuadras del teatro, quienes con mucha voluntad lo reabren para una seguidilla de Obras de Teatro e improvisaciones que tuvieron lugar entre 2002 y el 2005. Se presentaron Obras de Shakespeare, Roberto Arlt, Alejandro Casona Molière entre otros. El teatro re-abirto a la comunidad, de una manera clandestina termina su golpe de gracia cuando un productor hace una fuerte apuesta económica para la restauración y puesta en valor del teatro       

## Restauración
El Teatro Colonial fue adquirido por la productora Ser TV, propiedad de Adrián Serantoni, quien realizó una muy fuerte inversión económica para dejar el lugar en condiciones óptimas de funcionamiento.
El actor y productor Horacio Erman, actual director artístico de la sala cuenta: "Cuando vinimos a ver el teatro, en parte, tuvimos que imaginarlo. La estructura estaba tremendamente deteriorada, faltaban muchas molduras que adornaban las paredes, no había butacas, el escenario y el techo tenían agujeros. La tarea impuso meterse en un trabajo de arquitectura e ingeniería muy grande. Ahora viene una segunda etapa, la de reflotar el teatro, entrar en un circuito, para que la gente vuelva a hacerlo suyo" texto -La Nación-.